# Arylcyclohexylamine

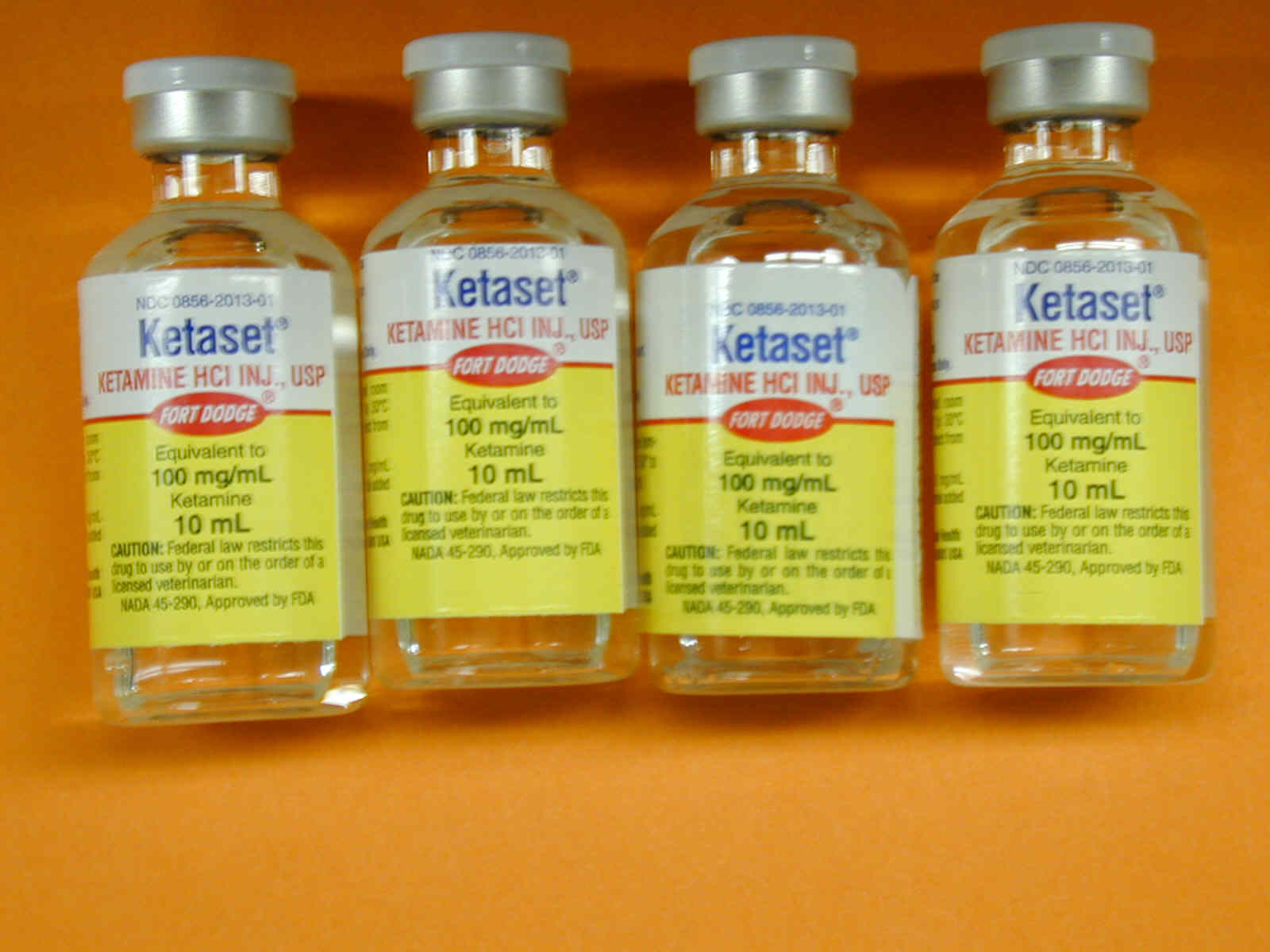
Flacons de kétamine injectable, l'arylcyclohexamine la plus utilisée en médecine et comme drogue récréative.

Les arylcyclohexylamines, aussi appelées arylcyclohexamines ou arylcyclohexanamines, sont une famille de composés chimiques utilisés en pharmacologie et comme drogues de synthèse.

## Histoire

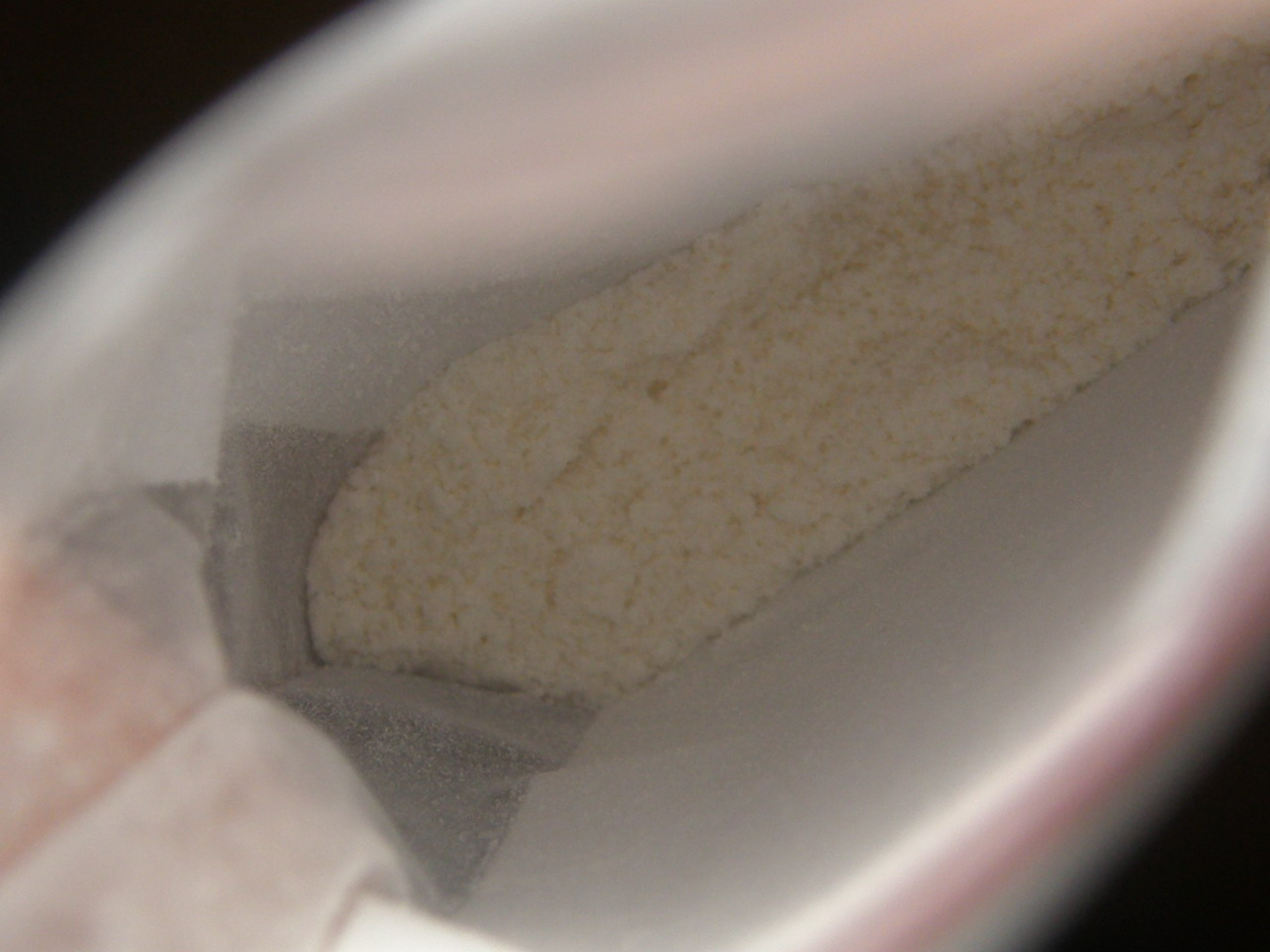
La méthoxétamine est une arylcyclohexamine utilisée comme drogue récréative.

La phéncyclidine (PCP) a été la première arylcyclohexylamine connue en tant qu'agent anesthésique, mais plusieurs autres arylcyclohexylamines ont été décrites avant la PCP dans la littérature scientifique, à commencer par la PCA (1-phénylcyclohexane-1-amine) dont la synthèse a été publiée pour la première fois en 1907. La PCE (en) a été découverte en 1953, puis la PCMo en 1954 qui fut décrite comme un puissant sédatif. Les arylcyclohexylamines ont été beaucoup étudiées comme anesthésiques à Parke-Davis, d'abord avec la PCP en 1956, puis avec son analogue, la kétamine. Les années 1970 voient le début de l'usage illicite de ces substances, en particulier la PCP, comme drogues récréatives, du fait de leurs propriétés hallucinogènes dissociatives, ainsi qu'euphorisantes. Depuis, cette classe de substances a été étendue et diversifiée par la recherche scientifique avec le développement d'agents stimulants, analgésiques et neuroprotecteurs, ainsi que par la chimie clandestine dans la recherche de nouvelles drogues récréatives parmi lesquelles la méthoxétamine (ou MXE) est la plus connue.

## Propriétés physico-chimiques

Structure générale d'une arylcyclohexylamine

Un arylcyclohexylamine est composé d'un groupe cyclohexylamine lié à un groupe aryle parfois substitué ; groupe lié au carbone qui porte le groupe amine. Le groupe aryle ainsi que le cycle hexyle peuvent être substitués de même que le groupe amine.

## Pharmacologie
Les arylcyclohexylamines possèdent des propriétés variées : antagonistes des récepteurs NMDA,, inhibiteurs de la recapture de dopamine, et agonistes des récepteurs opioïdes μ. En outre, des propriétés agonistes des récepteurs σ , antagonistes des récepteurs nACh  et agonistes des récepteurs dopaminergiques D2 ont été décrites pour certains agents de cette classe. L'antagonisme aux récepteurs NMDA est responsable des propriétés anesthésiques, anticonvulsiviantes, neuroprotectrices, ainsi que de l'effet psychique dit dissociatif ; l'inhibition de la recapture de dopamine induit des effets stimulant et euphorisant, ainsi que des symptômes psychotiques à hautes doses ; et l'activation des récepteurs opioïdes μ apporte des effets analgésiques et euphorisants. La stimulation des récepteurs σ et D2 pourrait aussi contribuer aux effets hallucinogènes de type délirant.
Ces agents sont polyvalents, avec un large éventail d'activités pharmacologiques possibles en fonction des modifications chimiques apportées aux composés de base. La variété dans le choix des substitutions permet d'obtenir des molécules avec un profil pharmacologique "sur-mesure". Par exemple, la BTCP est un inhibiteur sélectif de la recapture de dopamine, la kétamine est principalement un antagoniste des récepteurs NMDA, le BDPC est un agoniste des récepteurs opioïdes μ très puissant et le PRE-084 est un agoniste sélectif des récepteurs σ. Ainsi, des profils pharmacologiques radicalement différents sont possibles grâce à différentes combinaisons structurelles.

## Liste des arylcyclohexylamines
| Nom                     | Substituant aryle         | N                           | Anneau cyclohexyl     |
| ----------------------- | ------------------------- | --------------------------- | --------------------- |
| PCA                     | phényle                   | NH2                         | -                     |
| PCM                     | phényle                   | méthylamino                 | -                     |
| Éticyclidine (PCE)      | phényle                   | éthylamino                  | -                     |
| PCPr                    | phényle                   | n-propylamino               | -                     |
| PCiP                    | phényle                   | isopropylamino              | -                     |
| PCBu                    | phényle                   | n-butylamino                | -                     |
| PCEOH                   | phényle                   | hydroxyéthylamino           | -                     |
| PCMEA                   | phényle                   | méthoxyéthylamino           | -                     |
| PCEEA                   | phényle                   | éthoxyéthylamino            | -                     |
| PCMPA                   | phényle                   | méthoxypropylamino          | -                     |
| PCDM                    | phényle                   | diméthylamino               | -                     |
| Diéticyclidine          | phényle                   | diéthylamino                | -                     |
| 2-HO-PCP                | phényle                   | pipéridine                  | 2-hydroxy             |
| 2-Me-PCP                | phényle                   | pipéridine                  | 2-méthyle             |
| 2-MeO-PCP               | phényle                   | pipéridine                  | 2-méthoxy             |
| 2-Céto-PCP              | phényle                   | pipéridine                  | 2-céto                |
| 2-Céto-PCE              | phényle                   | éthylamino                  | 2-céto                |
| 4-Méthyl-PCP            | phényle                   | pipéridine                  | 4-méthyle             |
| 4-Céto-PCP              | phényle                   | pipéridine                  | 4-céto                |
| 2-Cl-PCP                | o-chlorophényle           | pipéridine                  | -                     |
| 3-F-PCP                 | m-fluorophényle           | pipéridine                  | -                     |
| 3-Me-PCP                | m-méthylphényle           | pipéridine                  | -                     |
| 3-NH2-PCP               | m-aminophényle            | pipéridine                  | -                     |
| 3-HO-PCP                | m-hydroxyphényle          | pipéridine                  | -                     |
| 3-MeO-PCP               | m-méthoxyphényle          | pipéridine                  | -                     |
| 3-MeO-PCE               | m-méthoxyphényle          | éthylamino                  | -                     |
| 3-MeO-PCPr              | m-méthoxyphényle          | n-propylamino               | -                     |
| 3-MeO-PCPy              | m-méthoxyphényle          | pyrrolidine                 | -                     |
| 4-HO-PCP                | p-hydroxyphényle          | pipéridine                  | -                     |
| Méthoxydine (4-MeO-PCP) | p-méthoxyphényle          | pipéridine                  | -                     |
| p-F-PCP                 | p-fluorophényle           | pipéridine                  | -                     |
| Arkétamine              | o-chlorophényle           | méthylamino                 | 2-céto                |
| Deschlorokétamine       | phényle                   | méthylamino                 | 2-céto                |
| Eskétamine              | o-chlorophényle           | méthylamino                 | 2-céto                |
| Éthkétamine             | o-chlorophényle           | éthylamino                  | 2-céto                |
| Kétamine                | o-chlorophényle           | méthylamino                 | 2-céto                |
| Méthoxykétamine         | o-méthoxyphényle          | méthylamino                 | 2-céto                |
| Fluorokétamine          | o-fluorophényle           | méthylamino                 | 2-céto                |
| Bromokétamine           | o-bromophényle            | méthylamino                 | 2-céto                |
| Méthoxétamine           | m-méthoxyphényle          | éthylamino                  | 2-céto                |
| Phéncyclidine (PCP)     | phényle                   | pipéridine                  | -                     |
| PC3MP                   | phényle                   | 3-méthylpipéridine          | -                     |
| PC4MP                   | phényle                   | 4-méthylpipéridine          | -                     |
| Rolicyclidine (PCPy)    | phényle                   | pyrrolidine                 | -                     |
| PCDMPy                  | phényle                   | 3,3-diméthylpyrrolidine     | -                     |
| PCMo                    | phényle                   | morpholine                  | -                     |
| DPD                     | diphényle                 | éthylpiperidine             | -                     |
| Méthoxy-PCM             | o-méthoxyphényle          | morpholine                  | -                     |
| Méthyl-PCM              | p-méthylphényle           | morpholine                  | -                     |
| Hydroxy-méthyl-PCM      | 2-méthyl-4-hydroxyphényle | morpholine                  | -                     |
| TCM                     | 2-thiényle                | méthylamino                 | -                     |
| TCE                     | 2-thiényle                | éthylamino                  | -                     |
| Ténocyclidine (TCP)     | 2-thiényle (furane ?)     | pipéridine                  | -                     |
| TCPy                    | 2-thiényle                | pyrrolidine                 | -                     |
| Tilétamine              | 2-thiényle                | éthylamino                  | 2-céto                |
| Gacyclidine             | 2-thiényle                | pipéridine                  | 2-méthyle             |
| BDPC                    | p-bromophényle            | diméthylamino               | 4-phénéthyl-4-hydroxy |
| Dimétamine              | p-méthylphényle           | diméthylamino               | 4-céto                |
| BTCP                    | benzothiophène-2-yle      | pipéridine                  | -                     |
| PRE-084                 | phényle                   | morpholinyléthylcarboxylate | -                     |